# Blachea xenobranchialis
Blachea xenobranchialis és una espècie de peix pertanyent a la família dels còngrids.

## Descripció
- El mascle pot arribar a fer 47,5 cm de llargària màxima i la femella 37,5.[4]

## Hàbitat
És un peix marí, demersal i de clima tropical que viu entre 348 i 385 m de fondària.

## Hàbitat i distribució geogràfica
És bentònic i es troba a la conca Indo-Pacífica (Taiwan, el Japó i el nord-oest d'Austràlia).

## Observacions
És inofensiu per als humans.